# Дзіковська конфедерація
Дзіковська конфедерація — конфедерація Речі Посполитої. Заснована 5 листопада 1734 року в Дикові (пол. Dzików, нині в межах Тарнобжеґа в Польщі). Маршалком конфедерації був Адам Тарло, військом командував Юзеф Потоцький.
Відбулась під час Війни за польську спадщину 1733—1735 років на підтримку Станіслава Лещинського під гаслами боротьби із Саксонією і Російською імперією за незалежність Речі Посполитої та реформи її устрою.
Після чотиримісячної облоги Гданська сили конфедератів були розбиті.